# Papilio hystaspes
Papilio hystaspes är en fjärilsart som beskrevs av Felder 1862. Papilio hystaspes ingår i släktet Papilio och familjen riddarfjärilar.
Artens utbredningsområde är Filippinerna. Inga underarter finns listade i Catalogue of Life.